# Stenotis brevipes
Stenotis brevipes là một loài thực vật có hoa trong họ Thiến thảo. Loài này được (Rose) Terrell mô tả khoa học đầu tiên năm 2001.